# جورج مارتن (ممثل)
جورج مارتن (بالإسبانية: George Martin)‏ هو كاتب سيناريو ومخرج وممثل إسباني، ولد في 1937 ببرشلونة في إسبانيا.

## وصلات خارجية
- جورج مارتن على موقع IMDb (الإنجليزية)
- جورج مارتن على موقع أول موفي (الإنجليزية)
- جورج مارتن على موقع قاعدة بيانات الأفلام السويدية (السويدية)
- جورج مارتن على موقع قاعدة بيانات الفيلم (الإنجليزية)
- جورج مارتن على موقع كينوبويسك (الروسية)